# 普沙绒乡
普沙绒乡，是中华人民共和国四川省甘孜藏族自治州康定市下辖的一个乡镇级行政单位。

## 行政区划
普沙绒乡下辖以下地区：
宜代村、冰古村、长草坪村、苦西绒村、火山村、普沙绒一村和普沙绒二村。